# Магнолија (Мисисипи)
Магнолија (енгл. Magnolia) град је у америчкој савезној држави Мисисипи.

## Демографија
По попису из 2010. године број становника је 2.420, што је 349 (16,9%) становника више него 2000. године.
| Група             | 2000.         | 2010.         |
| Белци             | 910 (43,9%)   | 758 (31,3%)   |
| Афроамериканци    | 1.115 (53,8%) | 1.608 (66,4%) |
| Азијати           | 7 (0,3%)      | 7 (0,3%)      |
| Хиспаноамериканци | 24 (1,2%)     | 28 (1,2%)     |
| Укупно            | 2.071         | 2.420         |